# سوارکستون
سوارکستون (به انگلیسی: Swarkestone) یک روستا و محله مدنی در بریتانیا است که در South Derbyshire واقع شده‌است. سوارکستون ۱۸۷ نفر جمعیت دارد.